# Hitzhusen
Hitzhusen este o comună din landul Schleswig-Holstein, Germania.